# Рочдейлський канал
Рочдейлський канал (англ. Rochdale Canal) — судноплавний канал на півночі Англії, що з'єднує міста Манчестер та Сорбі-Бридж. Назва каналу — за назвою міста Рочдейл, через який він проходить. Довжина 51 км. На каналі спочатку було 92 шлюзи, з 1996 року на каналі 91 шлюз. Побудований у 1794—1804 роках. У 1952 році був закритий, але наприкінці 20 — початку 21 століть був відреставрований й знову відкритий у 2002 році.

## Історія
Перша спроба створити проект каналу між Манчестером та Сорбі-Бридж відноситься до 1776 року. Тоді було запропоновано на розгляд 2 варіанти маршруту майбутнього каналу, однак до 1791 року прогресу у створенні каналу не було. У 1791 році для створення проекту каналу був запрошений інженер Джон Ренні. У 1894 році будівництво каналу було дозволено парламентом. Введення каналу у експлуатацію відбувалося поетапно на різних ділянках, починаючи з 1798 року.